# 峨眉荚蒾
峨眉荚蒾（学名：Viburnum omeiense）为五福花科荚蒾属的植物，是中国的特有植物。分布于中国大陆的四川等地，生长于海拔1,300米的地区，见于山地，目前尚未由人工引种栽培。